# 11714 Майкбраун
11714 Майкбраун (11714 Mikebrown) — астероїд головного поясу, відкритий 28 квітня 1998 року. Астероїд названо на честь американського астронома Майкла Брауна.
Тіссеранів параметр щодо Юпітера — 3,331.